# Saint-Martin-Lars-en-Sainte-Hermine
Saint-Martin-Lars-en-Sainte-Hermine település Franciaországban, Vendée megyében. Lakosainak száma 421 fő (2022. január 1.). Saint-Martin-Lars-en-Sainte-Hermine La Caillère-Saint-Hilaire, La Chapelle-Thémer, Saint-Juire-Champgillon és Saint-Laurent-de-la-Salle községekkel határos.

## Népesség
A település népessége az elmúlt években az alábbi módon változott:
| Lakosok száma | 407  | 414  | 418  | 408  | 412  | 416  | 420  | 419  | 421  |
|               | 2013 | 2015 | 2016 | 2017 | 2018 | 2019 | 2020 | 2021 | 2022 |